# Bigelow (Minnesota)
Bigelow is een plaats (city) in de Amerikaanse staat Minnesota, en valt bestuurlijk gezien onder Nobles County.

## Demografie
Bij de volkstelling in 2000 werd het aantal inwoners vastgesteld op 231.
In 2006 is het aantal inwoners door het United States Census Bureau geschat op 222, een daling van 9 (-3,9%).

## Geografie
Volgens het United States Census Bureau beslaat de plaats een oppervlakte van
1,0 km², geheel bestaande uit land. Bigelow ligt op ongeveer 501 m boven zeeniveau.

## Geboren
- Nicholas Wolterstorff (1932), filosoof en hoogleraar

## Plaatsen in de nabije omgeving
De onderstaande figuur toont nabijgelegen plaatsen in een straal van 20 km rond Bigelow.